# Tampa Bay Buccaneers 2004
La stagione 2004 dei Tampa Bay Buccaneers è stata la 29ª della franchigia nella National Football League. La squadra iniziò la stagione con un record di 1-5, il peggiore dal 1996. La precisione in calo del placekicker Martín Gramática non fu d'aiuto e i Bucs persero diverse gare equilibrate, terminando con un record di 5-11. I Buccaneers furono la prima squadra ad avere due stagioni consecutive con record negativi subito dopo aver vinto il Super Bowl. Tra i pochi aspetti positivi della stagione, l'annata del wide receiver rookie Michael Clayton e il ritorno di Doug Williams, che si unì alla dirigenza come direttore del personale.

## Calendario
| Turno                                       | Data               | Ora                | Avversario            | Risultato          | Risultato          | Stadio                          | TV                 | Pubblico           |                    |
| Turno                                       | Data               | Ora                | Avversario            | Punteggio          | Record             | Stadio                          | TV                 | Pubblico           |                    |
| ------------------------------------------- | ------------------ | ------------------ | --------------------- | ------------------ | ------------------ | ------------------------------- | ------------------ | ------------------ | ------------------ |
| 1                                           | 12/9               | 1:00 pm            | @ Washington Redskins | S 10–16            | 0–1                | FedExField                      | Fox                | 90,098             |                    |
| 2                                           | 19/9               | 1:00 pm            | Seattle Seahawks      | S 6–10             | 0–2                | Raymond James Stadium           | FOX                | 65,089             |                    |
| 3                                           | 26/9               | 8:30 pm            | @ Oakland Raiders     | S 20–30            | 0–3                | Oakland-Alameda County Coliseum | ESPN               | 60,874             |                    |
| 4                                           | 3/10               | 1:00 pm            | Denver Broncos        | S 13–16            | 0–4                | Raymond James Stadium           | CBS                | 65,341             |                    |
| 5                                           | 10/10              | 1:00 pm            | @ New Orleans Saints  | V 20–17            | 1–4                | Louisiana Superdome             | FOX                | 64,900             |                    |
| 6                                           | 18/10              | 9:00 pm            | @ St. Louis Rams      | S 21–28            | 1–5                | Edward Jones Dome               | ABC                | 66,040             |                    |
| 7                                           | 24/10              | 1:00 pm            | Chicago Bears         | V 19–7             | 2–5                | Raymond James Stadium           | FOX                | 65,550             |                    |
| 8                                           | Settimana di pausa | Settimana di pausa | Settimana di pausa    | Settimana di pausa | Settimana di pausa | Settimana di pausa              | Settimana di pausa | Settimana di pausa | Settimana di pausa |
| 9                                           | 7/11               | 1:00 pm            | Kansas City Chiefs    | V 34–31            | 3–5                | Raymond James Stadium           | CBS                | 65,495             |                    |
| 10                                          | 14/11              | 1:00 pm            | @ Atlanta Falcons     | S 14–24            | 3–6                | Georgia Dome                    | FOX                | 70,810             |                    |
| 11                                          | 21/11              | 1:00 pm            | San Francisco 49ers   | V 35–3             | 4–6                | Raymond James Stadium           | FOX                | 65,234             |                    |
| 12                                          | 28/11              | 1:00 pm            | @ Carolina Panthers   | S 14–21            | 4–7                | Bank of America Stadium         | FOX                | 73,124             |                    |
| 13                                          | 5/12               | 1:00 pm            | Atlanta Falcons       | V 27–0             | 5–7                | Raymond James Stadium           | FOX                | 65,566             |                    |
| 14                                          | 12/12              | 4:15 pm            | @ San Diego Chargers  | S 24–31            | 5–8                | Qualcomm Stadium                | FOX                | 65,858             |                    |
| 15                                          | 19/12              | 1:00 pm            | New Orleans Saints    | S 17–21            | 5–9                | Raymond James Stadium           | FOX                | 65,075             |                    |
| 16                                          | 26/12              | 1:00 pm            | Carolina Panthers     | S 20–37            | 5–10               | Raymond James Stadium           | FOX                | 65,380             |                    |
| 17                                          | 2/1                | 4:15 pm            | @ Arizona Cardinals   | S 7–12             | 5–11               | Sun Devil Stadium               | FOX                | 31,650             |                    |
| Le avversarie di division sono in grassetto |                    |                    |                       |                    |                    |                                 |                    |                    |                    |

     Indica un Monday Night Football

## Classifiche
| NFC South            | NFC South | NFC South | NFC South | NFC South | NFC South | NFC South | NFC South | NFC South | NFC South |
|                      | V         | S         | P         | %         | DIV       | CONF      | PF        | PS        | STR       |
| -------------------- | --------- | --------- | --------- | --------- | --------- | --------- | --------- | --------- | --------- |
| (2) Atlanta Falcons  | 11        | 5         | 0         | .688      | 4–2       | 8–4       | 340       | 337       | S2        |
| New Orleans Saints   | 8         | 8         | 0         | .500      | 3–3       | 6–6       | 348       | 405       | V4        |
| Carolina Panthers    | 7         | 9         | 0         | .438      | 3–3       | 6–6       | 335       | 339       | S1        |
| Tampa Bay Buccaneers | 5         | 11        | 0         | .313      | 2–4       | 4–8       | 301       | 304       | S4        |